# IC 2874
IC 2874 — галактика типу P (особлива галактика) у сузір'ї Лев.
Цей об'єкт міститься в оригінальній редакції індексного каталогу.